# ژوزفین اسکرایور
ژوزفین اسکرایور (Josephine Skriver) (متولد ۱۴ آوریل ۱۹۹۳) یک مدل دانمارکی است. او یک فرشته ویکتوریا سیکرت است و پس از آغاز به کارش در سال ۲۰۱۱، در بیش از ۳۰۰ نمایش مد حضور داشته‌است و برای بعضی از بزرگترین برندهای فشن دنیا به عنوان مدل فعالیت کرده و روی جلد مجله‌هایی مانند Vanity Fair , Elle, Vogue , Harper's Bazaar , Marie Claire و غیره درخشیده است.

## اوایل زندگی
ژوزفین متولد و بزرگ شده در کپنهاگ دانمارک است. مادر او یک تحلیلگر IT و پدر او یک زیست‌شناس دریایی است. پدر و مادر او هر دو همجنس‌گرا هستند و ژوزفین و برادر کوچکتر او الیور، از طریق لقاح مصنوعی به دنیا آمده‌اند.
پتانسیل ژوزفین در مدلینگ، در سن ۱۵ سالگی و در زمانی کشف شد که به همراه تیم فوتبال در حال سفر به نیویورک بود. مدت کوتاهی پس از آن، او توسط شرکت مدل‌های منحصر به فرد، یک آژانس مدلینگ بین‌المللی، در کپنهاگ ثبت نام شد. به تبع آن، او توسط دیگر آژانس‌های خارج از دانمارک نیز مورد پیشنهاد قرار گرفت اما او تصمیم گرفت در مدرسه بماند و صبر کند. پس از تمام کردن مدرسه، او شروع به دنبال کردن مدلینگ به صورت حرفه‌ای کرد.

## زندگی حرفه‌ای

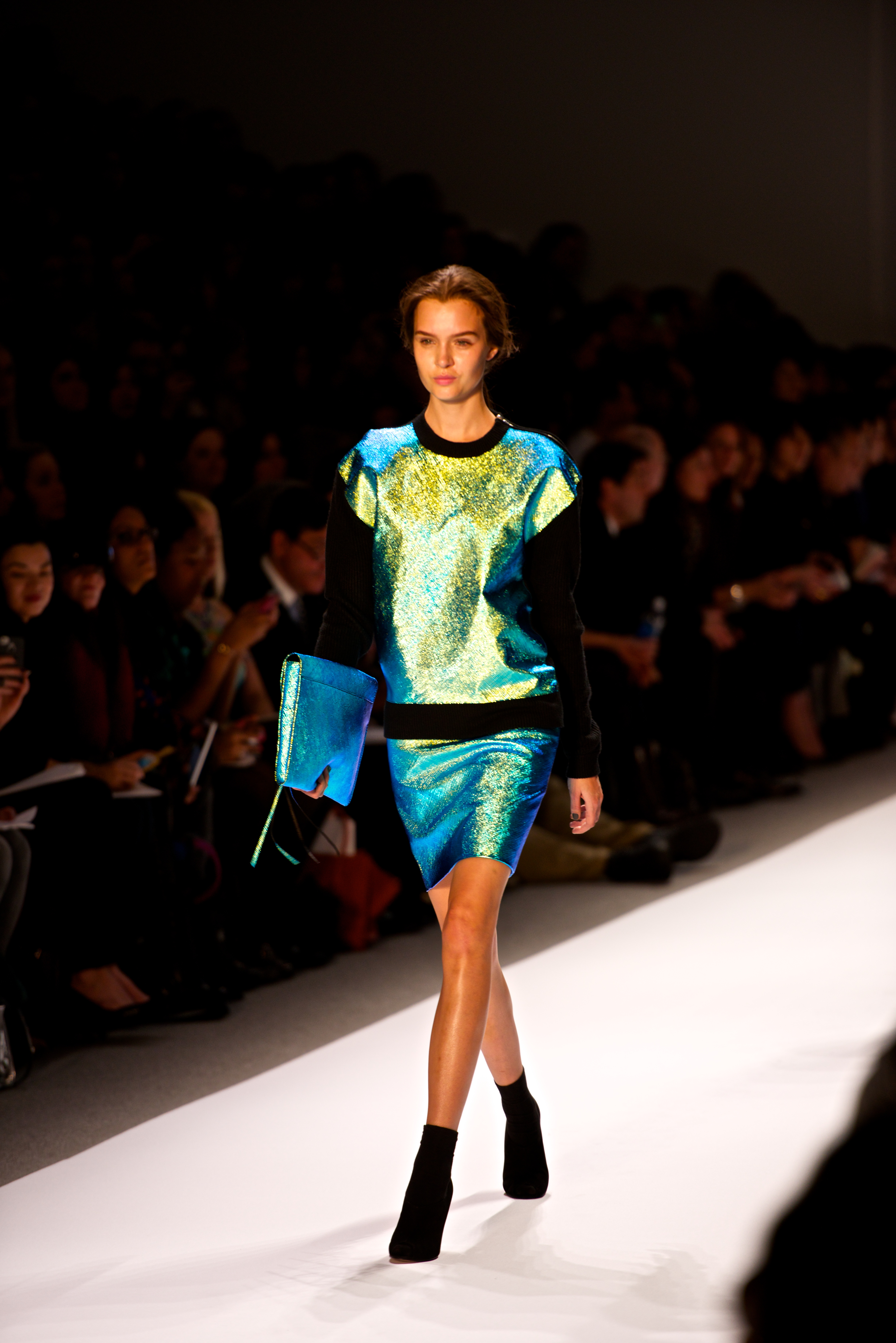
ژوزفین اسکرایور (Josephine Skriver)

آغاز کار ژوزفین در فصل پاییز/زمستان ۲۰۱۱ بود. در آن فصل برای بسیاری دیگر از طراحان برجسته مانند کالوین کلاین، rag and bone , گوچی، Dolce & Gabbana, Givenchy, Yves Saint Laurent, Valentino, الکساندر مک کوئین، Balenciaga, DKNY, کریستین دیور فعالیت کرد.
از آن زمان او در بیش از ۳۰۰ نمایش مد شامل including Chanel, Oscar de la Renta, D&G, Donna Karan, Giorgio Armani, Marc Jacobs, Diane von Furstenberg, Michael Kors, Ralph Lauren, Versace, Tommy Hilfiger, Elie Saab, Vera Wang, Balmain, Badgley Mischka, Céline, Christopher Kane, Giambattista Valli, Louis Vuitton, Jil Sander, Nina Ricci, Rochas, Roland Mouret, Max Mara, Phillip Lim, Carolina Herrera, Mugler, Zac Posen, Cushnie et Ochs, Kenneth Cole, Victoria's Secret, IRFE, Guy Laroche, Roberto Cavalli, Emilio Pucci, Trussardi, Emporio Armani, Ports 1961, Alberta Ferretti, Dsquared2, Tom Ford, Barbara Casasola, Matthew Williamson, L'Wren Scott, Jeremy Scott, Thakoon Panichgul, Yigal Azrouël, Monique Lhuillier, Jason Wu, Lanvin, John Rocha, Temperley London, Erdem, Clements Ribeiro, Dennis Basso, Reem Acra, Ralph Rucci, Richard Chai, Akris, Valentin Yudashkin, Hussein Chalayan, Bottega Veneta, Victoria Beckham, See by Chloé, Alexis Mabille, Paco Rabanne, Giambattista Valli, Cacharel, John Galliano, Vanessa Bruno, Moschino, Derek Lam, Joseph Altuzarra, Richard Nicoll, Reed Krakoff, Rodarte, Doo-Ri Chung, Peter Som, Fendi, Giles, Jaeger, Azzedine Alaia, Etro, Stella McCartney and many more فعالیت کرد.
ژوزفین از سال ۲۰۱۳ هر سال به‌طور متوالی در کاتالوگ victoria's Secret ظاهر می‌شود و در نمایش مد ویکتوریا سیکرت راه می‌رود. در فوریه سال ۲۰۱۶ اعلام شد که ژوزفین رسماً به عنوان یکی از فرشتگان قرار داد بسته است.

## زندگی شخصی
ژوزفین اسکرایور از دسامبر ۲۰۱۳ با ترانه سرا و خوانندهٔ اصلی گروه «د کب»، الکساندر دیلیون در یک رابطهٔ عاشقانهٔ پایدار است.
رابطهٔ این دو همواره توسط عده‌ای از طرفداران به سخره گرفته می‌شد اما با گذشته زمان، اسکرایور، به آن پایان داد.
آنها در پاییز ۲۰۱۶ سفری کوتاه مدت به دور دنیا را آغاز کردند و از آن زمان تاکنون تصاویر متعدد عاشقانه‌ای از خود در اینستاگرام به جا گذاشتند.
به دنبال دیده شدن دوست پسر ژوزفین به همراه «سلنا گومز» در چند مکان عمومی، گمانه زنی‌هایی در مورد رابطهٔ این دو به وجود آمد که ژوزفین، خود در توئیتی شفاف‌سازی کرد و گفت: «خیانت سلنا گومز و الکساندر بزرگترین جوک دنیاست». به گفتهٔ او آن دو فقط قرار کاری داشته‌اند.

## حمایت از همجنس گرایان
او گفته است که هدف نهایی او «به این زودی جالب نمی‌شود، زیرا محقق شدن آن، این معنی را می‌دهند که که جامعه آماده است پدر ، مادرهای همجنس گرا را سنتی و معمولی و نرمال بشمارد و مانند همه خانواده‌های دیگر قبول کند.»